# Sigrid Bilstad Neraasen
Sigrid Bilstad Neraasen (* 5. März 1994) ist eine norwegische Biathletin.

## Karriere
Die Norwegerin Sigrid Bilstad Neraasen hatte ihr internationales Wettkampfdebüt im Februar 2015 bei den Biathlon-Juniorenweltmeisterschaften 2015 in Minsk-Raubitschy. Ein Jahr später, in der Saison 2015/16 hatte sie ihre ersten Einsätze im IBU-Cup. Im gleichen Winter gewann sie bei dem Biathlon-Europameisterschaften 2016 im russischen Tjumen gemeinsam mit Bente Landheim, Henrik L’Abée-Lund und Haavard Bogetveit die Bronzemedaille mit der norwegischen Mixedstaffel.
In der Saison 2016/17 gewann sie ihr erstes Rennen im IBU-Cup. In Otepää war sie gemeinsam mit Rikke Hald Andersen, Sindre Pettersen und Henrik L’Abée-Lund im Mixedstaffelrennen erfolgreich.